# Diócesis de Gboko
La diócesis de Gboko (en latín: Dioecesis Gbokensis y en inglés: Roman Catholic Diocese of Gboko) es una circunscripción eclesiástica de la Iglesia católica en Nigeria. Se trata de una diócesis latina, sufragánea de la arquidiócesis de Abuya. Desde el 29 de diciembre de 2012 su obispo es William Amove Avenya.

## Territorio y organización
La diócesis tiene 10 692 km² y extiende su jurisdicción sobre los fieles católicos de rito latino residentes en la parte centro-occidental del estado de Benue, en los distritos de: Gboko, Buruku, Kwande, Ushongo, Vandeikya, Tarka y Konshisha.
La sede de la diócesis se encuentra en la ciudad de Gboko, en donde se halla la Catedral de San Juan Bautista.
En 2021 en la diócesis existían 84 parroquias agrupadas en 10 decanatos, a su vez reunidos en 3 regiones pastorales.

## Historia
La diócesis fue erigida el 29 de diciembre de 2012 con la bula Apostolorum navitatem del papa Benedicto XVI, obteniendo el territorio de la diócesis de Makurdi.

## Estadísticas
Según el Anuario Pontificio 2022 la diócesis tenía a fines de 2021 un total de 842 450 fieles bautizados.
| Año                                                                             | Población            | Población | Población      | Sacerdotes | Sacerdotes    | Sacerdotes    | Bautizados por sacerdote | Diáconos permanentes | Religiosos | Religiosos | Parroquias |
| Año                                                                             | Bautizados católicos | Total     | % de católicos | Total      | Clero secular | Clero regular | Bautizados por sacerdote | Diáconos permanentes | Varones    | Mujeres    | Parroquias |
| ------------------------------------------------------------------------------- | -------------------- | --------- | -------------- | ---------- | ------------- | ------------- | ------------------------ | -------------------- | ---------- | ---------- | ---------- |
| 2012                                                                            | 896 860              | 1 690 000 | 53.1           | 80         | 80            |               | 11 211                   |                      | 6          | 23         | 34         |
| 2013                                                                            | 708 641              | 1 594 287 | 44.4           | 133        | 133           |               | 5328                     |                      |            | 23         | 36         |
| 2016                                                                            | 720 821              | 1 764 675 | 40.8           | 110        | 109           | 1             | 6552                     |                      | 9          | 15         | 58         |
| 2019                                                                            | 802 000              | 1 847 660 | 43.4           | 103        | 95            | 8             | 7786                     |                      | 12         | 25         | 80         |
| 2021                                                                            | 842 450              | 1 941 540 | 43.4           | 165        | 154           | 11            | 5105                     |                      | 14         | 47         | 84         |
| Fuente: Catholic-Hierarchy, que a su vez toma los datos del Anuario Pontificio. |                      |           |                |            |               |               |                          |                      |            |            |            |

## Episcopologio
- William Amove Avenya, desde el 29 de diciembre de 2012[5]